# 権益
| ウィキペディアには「権益」という見出しの百科事典記事はありません（タイトルに「権益」を含むページの一覧/「権益」で始まるページの一覧）。 代わりにウィクショナリーのページ「権益」が役に立つかもしれません。 |